# Scharlach-Erdbeere
Die Scharlach-Erdbeere (Fragaria virginiana) stammt aus Nordamerika und ist eine der beiden Stammarten der Garten-Erdbeere. Sie ist in den USA (einschließlich Alaska) und in Kanada heimisch. Sie hat im Vergleich zur Walderdbeere große Früchte.

## Merkmale
Die Scharlach-Erdbeere ist eine ausdauernde, krautige Pflanze, die kurze Rhizome besitzt und mehrere schlanke, lange Ausläufer bildet. Die Blatt- und Blütenstiele sind zerstreut behaart und in der Regel nicht rot überlaufen.
Die Blätter sind die für die Gattung charakteristischen dreizähligen, zusammengesetzten Blätter. Die Stiele sind kurz, der Blattrand ist stark gezähnt. Der Zahn an der Blattspitze ist schmäler und kürzer als die angrenzenden. Die Farbe der Blätter ist blaugrau. Die Blattoberseite ist unbehaart, die Unterseite ist nackt bis seidig behaart.
Die Blüten stehen zu zweit bis 15 in Blütenständen an drei bis 15 Zentimeter langen Blütenstielen, die jedoch kürzer als die Blätter sind. Die fünf weißen Kronblätter sind sechs bis acht (12) Millimeter lang.

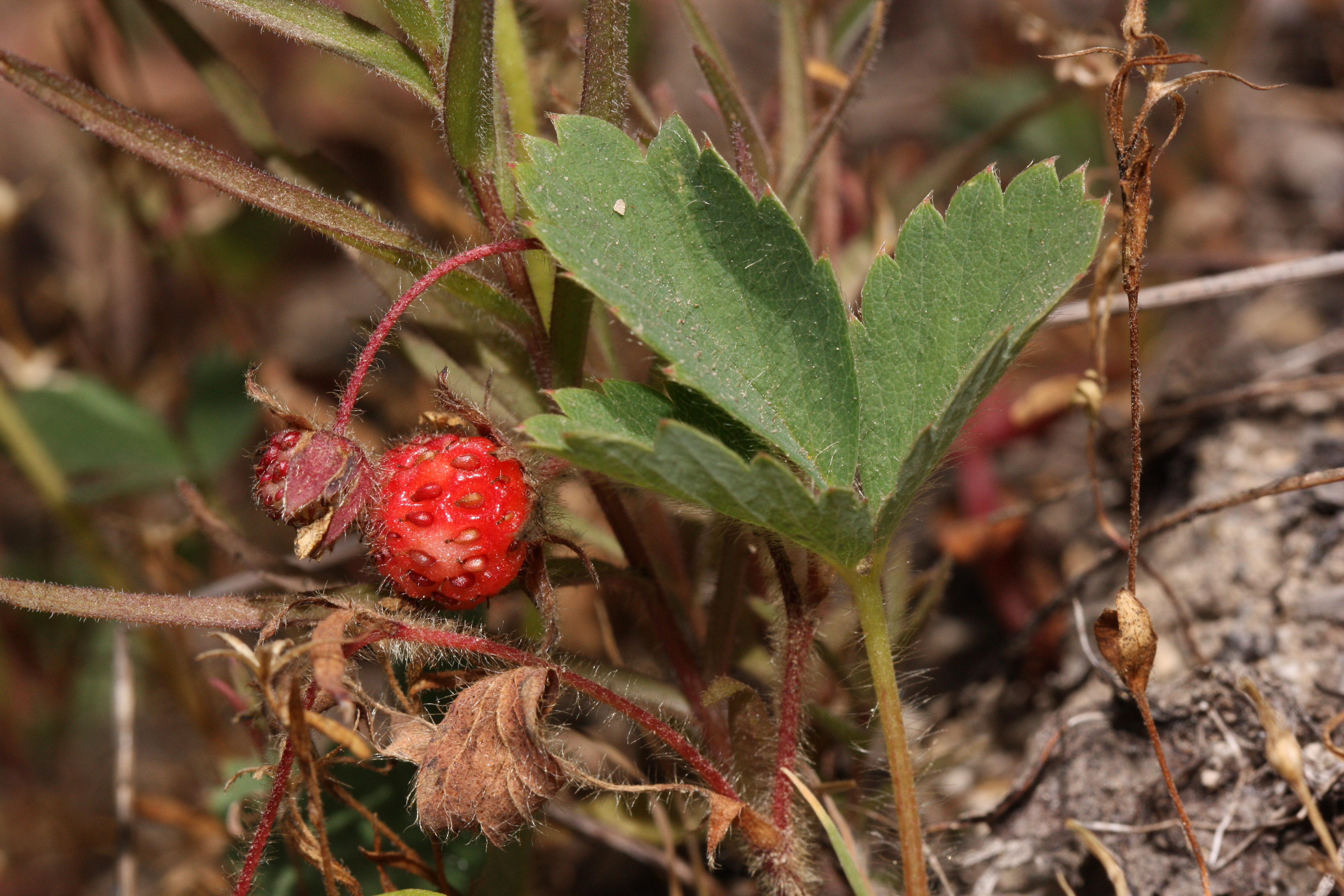
Reife Scharlach-Erdbeere

Die Nüsschen stehen in den gattungstypischen „Beeren“, die in Wirklichkeit Sammelfrüchte sind. Sie sind rot, saftig und aromatischer als die Zuchtformen. Der Fruchtstiel ist kürzer als die Blätter.

## Verbreitung
Die Scharlach-Erdbeere ist in Nordamerika heimisch und kommt hier in offenen Wäldern und Waldlichtungen vor, häufig auch an gestörten Standorten. Sie bevorzugt sonnige Standorte. Sie wächst hauptsächlich zwischen 1200 und 3300 m Seehöhe.

## Systematik
Es werden vier Unterarten unterschieden:
- Fragaria virginiana subsp. glauca (S.Watson) Staudt
- Fragaria virginiana subsp. grayana (Vilm. ex J.Gay) Staudt
- Fragaria virginiana subsp. platypetala (Rydb.) Staudt
- Fragaria virginiana subsp. virginiana

## Bedeutung
Die Früchte werden gesammelt und roh, tiefgefroren oder getrocknet verspeist, aber auch zu Marmeladen verarbeitet. Die Blätter wurden und werden für Kräutertees verwendet.
Die Scharlach-Erdbeere ist neben der Chile-Erdbeere (Fragaria chiloensis) die wichtigste Elternart der Garten-Erdbeere (Fragaria × ananassa).

## Trivialnamen
Für die Scharlach-Erdbeere bestehen bzw. bestanden auch die weiteren deutschsprachigen Trivialnamen Himbeererdbeere und Virginische Erdbeere.